# Kasteel Batenburg
Kasteel Batenburg is een kasteelruïne in het stadje Batenburg in de gemeente Wijchen, in de Nederlandse provincie Gelderland. De ruïne staat op een motte ten noorden van Batenburg. Het kasteel werd in 1794 door de Fransen verwoest.

## Geschiedenis
Boven de toegangspoort van het kasteel was volgens overlevering een gevelsteen aanwezig waarop in Oudgotische letters te lezen stond dat in het jaar 527, op de fundamenten van de tempel van Mars Victor, het slot Batenburg gebouwd werd. Tegenover deze poort bevond zich, achter een fraaie dubbele deur, een put met heilig bronwater dat genezende kracht tegen koorts zou bezitten. Het geputte water werd per emmer door de poortwachters verkocht.
De hoge ouderdom van het kasteel komt ook overeen met het verschijnen van de eerste leden van het geslacht van Batenburg, want rond 1080 maken schriftelijke bronnen voor het eerst melding van de Heren van Batenburg. Ondanks hun macht -- die grotendeels te danken was aan de ligging van hun landgoederen en het slot, op de grens van Brabant en Gelre -- stierf het geslacht van Batenburg in de dertiende eeuw uit.

Door het huwelijk van Johanna Batenburg en Willem I van Bronckhorst-Batenburg kwamen het slot en de heerlijkheid in handen van het geslacht Bronkhorst, dat in een langdurig conflict met de Heeckerens verwikkeld was. Vooral in deze periode heeft het kasteel veel te lijden gehad van (lokale) oorlogshandelingen. In 1408 werd Batenburg door Gijsbert van Bronckhorst verpand aan zijn zwager Jan van Berlair, die het weer verpandde aan Anton van Brabant die het gebruikte in zijn strijd tegen Gelre. Gijsbert veroverde daarop Batenburg terug in 1413.  Batenburg werd verschillende malen belegerd en liep daarbij soms zware verwoestingen op zoals tijdens het Beleg van Grave (1586). Nadat Johanna van Bronckhorst in 1630 met Johan van Horne trouwde ging in 1641 het domein over naar de Graaf van Horne. In 1701 trouwde Isabella Justine van Horne met graaf Ernst Willem van Bentheim-Steinfurt, waarmee het bezit overging naar de graven van Bentheim en Steinfurt, waar het tot 1945 bleef. Kasteel Batenburg behoorde tot de oudste en (lokaal) belangrijkste kastelen van Gelderland.